# Максутов, Валиулла Сафиуллович
Валиулла Сафиуллович Максутов (18 сентября 1954, Похвистнево, Куйбышевская область — 18 января 2023, Москва) — российский государственный деятель, председатель Сахалинской областной Думы (1994—1996). Член Совета Федерации Федерального Собрания РФ от законодательного органа Сахалинской области (1996). Государственный советник Российской Федерации 1-го класса (2002).

## Биография
Валиулла Максутов родился в Похвистневском районе 18 сентября 1954 года. 
После окончания школы города Похвистнево поступил на нефтепромысловый факультет Куйбышевского политехнического института по специальности «Бурение нефтяных и газовых скважин». 
Окончив институт в 1977 году, Максутов вместе с женой по направлению переехал на Дальний Восток, где начал трудовую биографию в нефтеразведке Северного Сахалина. Прошёл путь от бурильщика до руководителя крупного бурового предприятия объединения «Сахалинморнефтегаз», одного из основных подразделений созданной государственной компании «Роснефть». В данной должности руководил внедрением новых технологий, участвовал в открытии крупнейших нефтегазовых и газоконденсатных месторождений Сахалина. Параллельно, окончил Хабаровский институт народного хозяйства, получив второе высшее экономическое образование, защитил кандидатскую диссертацию.
В апреле 1994 года был избран депутатом, затем — председателем Сахалинской областной Думы. Активно участвовал в разработке и принятии в 1995 году Федерального закона «О соглашениях о разделе продукции». Под руководством Максутова были приняты первые законы и Устав Сахалинской области, во время разрушительных курильского и нефтегорского землетрясений депутаты областной Думы активно содействовали в оказании экстренной помощи пострадавшим, получению жилищных сертификатов. Снят с должности в декабре 1995 года, но позже восстановлен решением Верховного Суда РФ 22 февраля 1996.
С июля по ноябрь 1996 года по должности входил в состав Совета Федерации Федерального Собрания РФ, являлся членом Комитета СФ по делам Федерации, Федеративному договору и региональной политике.
Выдвигался в губернаторы Сахалинской области на выборах 1996 года, по итогу которых занял последнее место с результатом в 1,5 % голосов избирателей.
С 1998 года работал в Министерстве топлива и энергетики Российской Федерации, где в должности руководителя Департамента представлял интересы государства в Советах директоров ОАО «НК „Роснефть“», ОАО «Росгазификация» и других акционерных обществах топливно-энергетического комплекса, обеспечивая повышение эффективности государственного управления производственными и социальными программами в отрасли.
Указом Президента Российской Федерации от 21 октября 2002 года № 1210 Валиулле Максутову присвоен квалификационный разряд Государственного советника Российской Федерации 1 класса.
Умер 18 января 2023 года. Похоронен на кладбище в родном селе Мочалеевка.

## Награды
- Звание «Почётный работник топливно-энергетического комплекса»
- Медаль Совета Федерации ФС РФ «За большой вклад в развитие российского парламентаризма»
- Медаль Российского газового общества «За вклад в развитие газового дела в России»